# Abellerol capnegre
L'abellerol capnegre (Merops breweri) és una espècie d'ocell de la família dels meròpids (Meropidae), que habita la vegetació de ribera de Ghana, Nigèria, el Gabon, República del Congo, República Centreafricana, el Sudan del Sud i República Democràtica del Congo.